# Kaare Wahlberg
Kaare Wahlberg (tudi Kåre Walberg), norveški smučarski skakalec, * 3. julij 1912, Hamar, Norveška, † 29. februar 1988, Hamar.
Wahlberg je nastopil na dveh Zimskih olimpijskih igrah, v letih 1932 v Lake Placidu, kjer je osvojil bronasto medaljo na veliki skakalnici, in 1936 v Garmisch-Partenkirchnu, kjer je osvojil četrto mesto na veliki skakalnici. Na Svetovnem prvenstvu 1931 je osvojil peto mesto na veliki skakalnici.